# Стохід (зупинний пункт)
Стохі́д — пасажирський залізничний зупинний пункт Рівненської дирекції Львівської залізниці.
Розташований у селі Свидники Ковельського району Волинської області на лінії Здолбунів — Ковель між станціями Голоби (7 км) та Переспа (8 км).
Станом на березень 2019 року щодня чотири пари електропоїздів прямують за напрямком Ковель-Пасажирський — Ківерці/Луцьк/Здолбунів.